# Jânio Quadros
Jânio da Silva Quadros (Campo Grande (Mato Grosso do Sul), 25 januari 1917 - São Paulo, 16 februari 1992) was een advocaat, onderwijzer en Braziliaanse politicus, en de tweeëntwintigste Braziliaanse president.
Deodoro da Fonseca ·
Peixoto ·
Morais ·
Campos Sales ·
Alves ·
Pena ·
Peçanha ·
Fonseca ·
Brás ·
Alves ·
Moreira ·
Pessoa ·
Bernardes ·
Luís ·
Prestes ·
(Junta van 1930) ·
Vargas ·
Linhares ·
Gaspar Dutra ·
Vargas ·
Café Filho ·
Luz ·
Ramos ·
Kubitschek ·
Quadros ·
Ranieri Mazzilli ·
Goulart ·
Ranieri Mazzilli ·
Castelo Branco ·
Costa e Silva ·
(Junta van 1969) ·
Garrastazu Médici ·
Geisel ·
Figueiredo ·
Neves ·
Sarney ·
Collor ·
Franco ·
Cardoso ·
Lula da Silva ·
Rousseff ·
Temer ·
Bolsonaro ·
Lula da Silva
- Bibliothèque nationale de France: cb119884147 (data)
- Gemeinsame Normdatei: 124999654
- International Standard Name Identifier: 0000 0000 3354 2229
- Library of Congress Control Number: n83020903
- National Archives and Records Administration: 10568969
- Nederlandse Thesaurus van Auteursnamen: 151600457
- Système universitaire de documentation: 050552236
- Virtual International Authority File: 44307733
- WorldCat: E39PBJjHjt8dqR6wKCPWq8tVG3